# Jordan Siebatcheu
Theoson-Jordan Siebatcheu (Washington D. C., 26 de abril de 1996), también conocido como Jordan Pefok, es un futbolista estadounidense que juega como delantero en el Stade de Reims de la Ligue 2.

## Trayectoria

### Stade Reims
Se formó en el Stade de Reims, se unió al club a los 7 años. Hizo su debut en la Ligue 1 el 31 de enero de 2015 contra Toulouse en reemplazo de Alexi Peuget después de 67 minutos en la derrota por 1-0. El 9 de agosto de 2015, Siebatcheu anotó su primer gol en la Ligue 1 en su segunda aparición, contra Girondins de Bordeaux. Firmó su primer contrato profesional en septiembre de 2015 con uno de tres años con Reims.
El 24 de octubre de 2017 fue nombrado el Jugador del Mes de septiembre de la Ligue 2, debido a su clasificación entre los mejores de la liga en goles y asistencias, al tiempo que llevó a Reims a la cima de la tabla de la Ligue 2.  El 16 de diciembre de 2017, estableció un récord personal al anotar su primer hat trick contra Valenciennes. Siebatcheu logró con Stade de Reims a obtener el título de la Ligue 2 2017-18 y la promoción a la Ligue 1 para la temporada 2018-19 al mismo tiempo que establece un récord en puntos en la temporada de la Ligue 2. Terminó la temporada con 17 goles, siendo el segundo con más goles de la Ligue 2, así como con 7 asistencias.

### Stade Rennais
El 12 de junio de 2018 firmó un contrato con el Stade Rennais de la Ligue 1. El 20 de septiembre hizo su debut en la fase de grupos de la UEFA Europa League 2018-19 para Rennes y cobro el penalti definitivo del partido contra el FK Jablonec. El 8 de noviembre marcó su primer gol en un torneo europeo, contra el Dynamo Kiev. El 22 de diciembre, tuvo su primer doblete en la Ligue 1, anotando dos goles y una asistencia contra Nîmes Olympique en la victoria por 4-0.

## Selección nacional
El 25 de julio de 2015 reveló en una entrevista que nació en Washington D. C. y que todavía tiene pasaporte estadounidense. Tiene la opción para jugar con Francia, Camerún o Estados Unidos.
Pefok fue convocado por primera vez a la selección sub-21 de Francia para dos partidos amistosos en junio de 2017. Anotó contra la selección sub-21 de Albania en su debut, y también jugó contra la Selección sub-20 de Camerún. Sin embargo, no ha sido llamado a la absoluta de Francia desde entonces.
El 17 de mayo de 2018 se informó que la Federación de Fútbol de los Estados Unidos había preguntado sobr él. Fue convocado por Estados Unidos para un partido contra Francia en junio de 2018, pero rechazó la convocatoria, citando su transferencia de Reims a Rennes, mientras dejaba la puerta abierta para una posible inclusión en el equipo de los Estados Unidos en un futuro.
En marzo de 2021 aceptó la convocatoria de la selección estadounidense y debutó el 25 de ese mismo mes en un amistoso ante Jamaica que ganaron por 4-1.

## Nombre
Jordan usa Pefok, apellido de soltera de su madre, en la parte posterior de su camiseta para los Estados Unidos y los Young Boys. Desde agosto de 2021, ha solicitado que se le llame Jordan Pefok en las listas y comunicaciones públicas.

## Estadísticas

### Clubes
Actualizado al último partido disputado el 24 de febrero de 2024.
| Club                                | Div.          | Temporada     | Liga  | Liga  | Copas nacionales | Copas nacionales | Copas internacionales | Copas internacionales | Total | Total |
| Club                                | Div.          | Temporada     | Part. | Goles | Part.            | Goles            | Part.                 | Goles                 | Part. | Goles |
| ----------------------------------- | ------------- | ------------- | ----- | ----- | ---------------- | ---------------- | --------------------- | --------------------- | ----- | ----- |
| Stade de Reims II Francia           | 5.ª           | 2013-14       | 12    | 2     | ―                | ―                | ―                     | ―                     | 12    | 2     |
| Stade de Reims II Francia           | 5.ª           | 2015-16       | 2     | 2     | ―                | ―                | ―                     | ―                     | 2     | 2     |
| Stade de Reims II Francia           | 4.ª           | 2016-17       | 4     | 0     | ―                | ―                | ―                     | ―                     | 4     | 0     |
| Stade de Reims II Francia           | Total club    | Total club    | 18    | 4     | 0                | 0                | 0                     | 0                     | 18    | 4     |
| Stade de Reims Francia              | 1.ª           | 2014-15       | 1     | 0     | 0                | 0                | ―                     | ―                     | 1     | 0     |
| Stade de Reims Francia              | 1.ª           | 2015-16       | 25    | 3     | 1                | 0                | ―                     | ―                     | 26    | 3     |
| Stade de Reims Francia              | 2.ª           | 2016-17       | 8     | 0     | 2                | 4                | ―                     | ―                     | 10    | 4     |
| L. B. Châteauroux Francia           | 3.ª           | 2016-17       | 15    | 10    | 1                | 1                | ―                     | ―                     | 16    | 11    |
| L. B. Châteauroux Francia           | Total club    | Total club    | 15    | 10    | 1                | 1                | 0                     | 0                     | 16    | 11    |
| Stade de Reims Francia              | 2.ª           | 2017-18       | 35    | 17    | 3                | 1                | ―                     | ―                     | 38    | 18    |
| Stade de Reims Francia              | Total club    | Total club    | 69    | 20    | 6                | 5                | 0                     | 0                     | 75    | 25    |
| Stade Rennes F. C. Francia          | 1.ª           | 2018-19       | 15    | 3     | 5                | 3                | 3                     | 1                     | 23    | 7     |
| Stade Rennes F. C. Francia          | 1.ª           | 2019-20       | 14    | 0     | 2                | 1                | 5                     | 0                     | 21    | 1     |
| Stade Rennes F. C. Francia          | Total club    | Total club    | 29    | 3     | 7                | 4                | 8                     | 1                     | 44    | 8     |
| Stade Rennes F. C. II Francia       | 5.ª           | 2019-20       | 1     | 0     | ―                | ―                | ―                     | ―                     | 1     | 0     |
| Stade Rennes F. C. II Francia       | Total club    | Total club    | 1     | 0     | 0                | 0                | 0                     | 0                     | 1     | 0     |
| B. S. C. Young Boys · Suiza         | 1.ª           | 2020-21       | 31    | 12    | 1                | 0                | 10                    | 3                     | 42    | 15    |
| B. S. C. Young Boys · Suiza         | 1.ª           | 2021-22       | 32    | 22    | 1                | 0                | 12                    | 5                     | 45    | 27    |
| B. S. C. Young Boys · Suiza         | Total club    | Total club    | 63    | 34    | 2                | 0                | 22                    | 8                     | 87    | 42    |
| F. C. Union Berlin · Alemania       | 1.ª           | 2022-23       | 31    | 4     | 3                | 1                | 8                     | 0                     | 42    | 5     |
| F. C. Union Berlin · Alemania       | 1.ª           | 2023-24       | 1     | 0     | 1                | 0                | —                     | —                     | 2     | 0     |
| F. C. Union Berlin · Alemania       | Total club    | Total club    | 32    | 4     | 4                | 1                | 8                     | 0                     | 44    | 5     |
| Borussia Mönchengladbach · Alemania | 1.ª           | 2023-24       | 16    | 5     | 1                | 2                | ―                     | ―                     | 17    | 7     |
| Borussia Mönchengladbach · Alemania | Total club    | Total club    | 16    | 5     | 1                | 2                | 0                     | 0                     | 17    | 7     |
| Total carrera                       | Total carrera | Total carrera | 243   | 80    | 21               | 13               | 38                    | 9                     | 302   | 102   |

## Palmarés

### Títulos nacionales
| Título             | Club                | País    | Año     |
| ------------------ | ------------------- | ------- | ------- |
| Ligue 2            | Stade de Reims      | Francia | 2017-18 |
| Copa de Francia    | Stade Rennais F. C. | Francia | 2018-19 |
| Superliga de Suiza | B. S. C. Young Boys | Suiza   | 2020-21 |

### Títulos internacionales
| Título                          | Club (*)       | Sede           | Año  |
| ------------------------------- | -------------- | -------------- | ---- |
| Liga de Naciones de la Concacaf | Estados Unidos | Estados Unidos | 2021 |

(*) Incluyendo la selección.